# Sugao Kambe
Sugao Kambe (神戸 清雄, Kanbe Sugao), né le 2 août 1961 à Shizuoka, est un entraîneur japonais de football.

## Carrière
En tant que joueur, il joue pour le Shizuoka High School, puis le Waseda University et le Honda FC. Il est international japonais de football et participe à la Coupe du monde de futsal 1989.
Il devient ensuite entraîneur de JEF United Ichihara Chiba et de trois sélections nationales (Guam, Philippines et Mariannes du Nord).